# Jupiter's Legacy (historieta)
Jupiter's Legacy es un cómic de superhéroes escrito por Mark Millar, ilustrado por Frank Quitely y entintado por Peter Doherty; publicado por la editorial Image Comics a partir del 2013. Inicialmente publicada como una serie limitada, es hasta la fecha la serie de cómics más larga escrita por Millar publicada por su editorial Millarword. Escrita como el tratado de Millar sobre la conexión de los superhéroes con el sueño americano; su escritura está influenciada por la mitología romana, las historias de origen de la edad de oro de los cómics, King Kong y Star Wars.
Generalmente la serie recibió críticas positivas, con elogios hacia la escritura de Millar, el arte de Quitely y los colores de Doherty, aunque más de un crítico consideró la opinión de la serie sobre superhéroes realistas era derivativa.
En abril de 2015, se anunció que Millar se había asociado con el productor de cine Lorenzo di Bonaventura para adaptar Jupiter's Legacy al cine. En 2018, se anunció que Netflix, que adquirió Millarworld el año anterior y estaba desarrollando una adaptación televisiva de la serie de cómics, con Steven S. DeKnight contratado como showrunner y productor ejecutivo.

## Argumento
En el Volumen 1, se cuenta la historia de cómo los miembros originales obtuvieron sus poderes durante los años 30. Sheldon Sampson, un empresario que perdió su fortuna tras la Caída de la Bolsa en 1929, después de tener unas visiones decide embarcarse en un viaje a una isla en Cabo Verde, donde espera encontrar la salvación económica para el país. Sin embargo, él y 5 acompañantes obtienen superpoderes y se convierten en los miembros fundadores de La Unión. Décadas después, se genera un conflicto entre Walter (Brainwave), quien cree que La Unión debe tomar un rol más activo en el Gobierno para acabar con la Gran Recesión, y Sheldon (Utópico), quien cree que los héroes deben obedecer a los líderes electos. Por otro lado, Sheldon y Grace deben lidiar con sus hijos Chloe y Brandon, quienes enfrentan el legado familiar de manera opuesta: Chloe mantiene una vida de droga y desenfreno, alejada del mundo heroico, mientras Brandon (conocido como Paragon, y miembro de La Unión) intenta estar a la altura de su padre.

## Personajes
Primera Generación:
- Sheldon Sampson / Utópico: Un patriota americano que perdió su fortuna en la Caída de la Bolsa en 1929. En 1932, decide embarcarse a una misteriosa isla en Cabo Verde, donde cree que encontrará la salvación económica para él y su país, ya que cree que los Estados Unidos es la idea más grande de la historia humana. Emerge como Utópico, el más grande superhéroe del planeta, sus poderes incluyen vuelo, fuerza sobrehumano, resistencia al daño y visión de calor.
- Grace Kennedy Sampson / Señora de la Libertad: Es la segunda esposa de Sheldon, con quien viajó a la isla en 1932. Fue capitana de un equipo de lucha feminina. Posee superfuerza y es casi invulnerable al daño (sólo por armas muy afiladas manejadas por otros superhéroes).
- Walter Sampson / Brainwave: Hermano mayor de Sheldon, fue parte de los seis superhéroes originales. Posee capacidad de vuelo, y poderes psíquicos que le permiten separar la mente del cuerpo de las personas, y atraparlos en una «imagen psíquica» de su propia creación. Puede crear ilusiones e incluso matar a una persona induciéndoles un aneurisma. Walter defiende la idea que los héroes pueden hacer más que sólo «rescatar gatitos de los árboles» y que debiesen tener un rol político más activo.
- Richard Conrad / Blue-Bolt: Cirujano neonatal en Los Ángeles, es uno de los seis miembros originales de La Unión. Puede volar y tiene una barra de poder que puede proyectar energía como un arma. De acuerdo al spinoff Jupiter's Circle, se sabe que proviene de una prominente familia política de San Francisco. Además, mantiene su homosexualidad oculta.
- Fitz Small / Flare: Miembro original de La Unión, fue abandonado por su padre a los 9 años. Posee supervelocidad, vuelo, fuerza sobrehumana y la habilidad de proyectar rayos de energía capaces de quemar un objetivo o dejar inconsciente a otros superhumanos. Después de una pelea que lo deja parapléjico, debe abandonar su trabajo superheroico.
- George Hutchene / Skyfox: Miembro original de La Unión, fue el mejor amigo de Sheldon y fue parte de la expedición a la isla en 1932. Tiene superfuerza, vuelo, y la habilidad de sobrevivir hasta una milla sobre la Tierra. También es un hábil ingeniero, capaz de construir armas para detener amenazas superhumanas, diseñando incluso la prisión Supermax para supervillanos. Sin embargo, en 1962 decide abandonar La Unión, se une a la cultura Beatnik, y comienza a creer que los superhéroes eran peones del establishment. Durante los Disturbios de Watts decide apoyar a los manifestantes, e incluso toma de rehén al vicepresidente Hubert Humphrey, prometiendo liberarlo sólo si el presidente Lyndon B. Johnson terminaba la Guerra de Vietnam.

Segunda Generación:
- Chloe Sampson
- Brandon Sampson / Paragón

## Adaptación a televisión
El servicio de streaming Netflix produjo una adaptación televisiva titulada Jupiter's Legacy; desarrollada por Steven S. DeKnight con Sang Kyu Kim como showrunner. La serie se estrenó el 7 de mayo de 2021, protagonizada por Josh Duhamel, Ben Daniels, Leslie Bibb, Elena Kampouris, Andrew Horton, Mike Wade y Matt Lanter.